# 雷諾茲鎮區 (伊利諾伊州李縣)
雷諾茲鎮區（英語：Reynolds Township）是位於美國伊利諾伊州李縣的一個行政鎮區。

## 地方資料
根據2010年美國人口普查的數據，雷諾茲鎮區的面積為91.90平方千米，當中陸地面積為91.90平方千米，而水域面積為0.10平方千米。當地共有人口281人，而人口密度為每平方千米3.06人。